# Legend (EP)
Legend (EP) es el primer EP de la banda de Black Metal Abigail Williams. Fue lanzado el 3 de octubre de 2006 por medio de la discográfica Candlelight Records, este EP cuenta con la participación de Zach Gibson, exbaterista de la banda de Melodic Death Metal/Metalcore The Black Dahlia Murder, además de que, el sonido de este disco, tiene influencias del deathcore
Las canciones de este EP fueron incluidas como bonus en la edición japonesa del álbum In the Shadow of a Thousand Suns.

## Lista de canciones
1. "From a Buried Heart"	04:13
2. "Like Carrion Birds"	03:40
3. "The Conqueror Wyrm"	04:21
4. "Watchtower"	05:39
5. "Procession of the Aeons (Exclusive Demo) 03:47

## Integrantes
- Ken Sorceron - Voz, Guitarra
- Bjorn Dannov - Guitarra
- Brad Riffs - Guitarra
- Zach Gibson - Batería
- Kyle Dickinson - Bajo
- Ashley "Ellyllon" Jurgemeyer - Piano, Teclado y Sonidos Orquestrales